# Mmap
Em computação, mmap é uma chamada de sistema do Unix, em conformidade com o POSIX, que mapeia arquivos ou dispositivos na memória. É um método de E/S de arquivo mapeado em memória. Ela implementa naturalmente a paginação por pedido, pois os conteúdos iniciais dos arquivos não são inteiramente lidos do disco e não usam a memória RAM física completamente. A real leitura do disco é feita de maneira "preguiçosa", após uma posição específica ter sido acessada.